# Ala Lompolo, Norrbotten
Ala Lompolo är en sjö i Pajala kommun i Norrbotten och ingår i Torneälvens huvudavrinningsområde.